# Viscainoa pinnata
Viscainoa pinnata là một loài thực vật có hoa trong họ Zygophyllaceae. Loài này được (I.M. Johnst.) Gentry miêu tả khoa học đầu tiên năm 1940.